# Concattedrale di Aquino
La basilica concattedrale dei Santi Costanzo Vescovo e Tommaso d'Aquino è il duomo di Aquino. È stata la cattedrale della diocesi di Aquino fino al 30 settembre 1986, quando è divenuta concattedrale della diocesi di Sora-Cassino-Aquino-Pontecorvo.

## Storia e descrizione
Si hanno notizie di una prima cattedrale ad Aquino solo nel 1094, in un atto di donazione fatto al monastero di Montecassino. Era dedicata all'apostolo Pietro e corrisponde a quella che oggi viene chiamata  San Pietro Vetere; incerte sono le origini di questo edificio (intorno al V secolo). Una seconda cattedrale, intitolata a Santa Maria degli Angeli, sorse sul territorio dell'odierna area archeologica di Aquinum. San Pietro rimase cattedrale cittadina fino a metà circa del XIII secolo, quando essa fu sostituita dalla chiesa di San Costanzo, dedicata al patrono della città, vescovo di Aquino del VI secolo. L'ipotizzata sede della terza cattedrale di Aquino doveva essere situata nei locali sovrastanti i due archi che oggi costituiscono l'accesso principale al "Vallone". All'inizio del Settecento la chiesa di San Costanzo crollò e fu ricostruita in stile barocco dal vescovo De Carolis ed inaugurata nel 1711. Sorgeva nell'attuale monumento dedicato all'Immacolata Concezione e il suo campanile era costituito dalla torre dei conti d'Aquino.
Durante i bombardamenti cui fu sottoposta la città nel 1944, la cattedrale di San Costanzo fu gravemente ed irrimediabilmente danneggiata. A guerra terminata, si pose mano ad una sua ricostruzione, sul lato opposto della piazza dove ora si trova. I progetti furono realizzati dall'architetto Breccia-Fratadocchi, e la chiesa fu consacrata dal vescovo di Aquino, Sora e Pontecorvo il 19 ottobre 1963. Il 17 gennaio 1974 la chiesa fu elevata alla dignità di basilica minore da papa Paolo VI, che lo stesso anno vi fece visita.
La cattedrale è una chiesa moderna e imponente, con pianta a croce greca; nell'abside vi è un grande mosaico che raffigura la Risurrezione di Gesù con i santi titolari. Nella chiesa vi sono poi alcune reliquie di san Tommaso donate dalla cattedrale di Tolosa, ove riposano i resti del santo aquinate, quando fu consacrata la nuova chiesa e le reliquie del vescovo Costanzo.
Papa Paolo VI il 17 gennaio 1974 eleva la cattedrale di San Costanzo Vescovo e San Tommaso d'Aquino in Aquino alla dignità di basilica minore a seguito di una petizione del vescovo Minchiatti promossa da don Battista e diretta a papa Montini.
Lo stemma basilicale è composto di:
- uno scudo araldico al cui centro splende il Sole di San Tommaso;
- il gonfalone papale a forma di ombrellone a gheroni rossi e gialli;
- due chiavi decussate;
- un cartiglio con motto che reca la scritta: “IN SAPIENTIA MANET SICUT SOL”.

Nel Libro del Siracide (27,11) è scritto “homo sanctus in sapientia manet sicut sol nam stultus sicut luna inmutatur”.
Le chiavi decussate: tra gli attributi simbolici di San Pietro forse il più famoso è quello composto da una chiave d’oro e una d’argento decussate e legate tra loro da un cordone rosso. Il richiamo visivo allude al famoso brano evangelico in cui Gesù conferisce a Pietro il mandato di Guida e riferimento della comunità cristiana: “Io ti darò le chiavi del regno dei cieli; tutto ciò che legherai in terra sarà legato nei cieli, e tutto ciò che scioglierai in terra sarà sciolto nei cieli” (Mt. 16,19). Il sole che splende nello scudo è il simbolo di San Tommaso, Patrono della Città di Aquino e della Diocesi di Aquino, Sora e Pontecorvo. L’ombrello basilicale ha l’aspetto di un parasole semichiuso che anticamente veniva aperto per proteggere dal sole o dalla pioggia personalità eminenti: gheronato di rosso e oro, veniva utilizzato nelle Basiliche romane per accogliere il Papa che vi si recava in visita; per questo la sua presenza denota il titolo Basilicale di un edificio ecclesiale e il suo legame con il Successore di Pietro.
Il 7 marzo 1974, la data della ricorrenza del settimo centenario del dies natalis dell’Aquinate, la Cattedrale di Aquino si presenta abbellita dalle nuove opere d’arte e nobilitata dal titolo di Basilica Minore e dunque in condizione di ospitare più che degnamente le iniziative e le cerimonie in programma che si susseguono già da giorni immediatamente precedenti per ricordare l’evento. Celebra il Solenne Pontificale S. Em.za Rev.ssma il Cardinale Gabriele Maria Garrone, Arcivescovo di Tolosa. Tra il 17 e il 24 aprile del 1974 si svolse il congresso tomistico tra Roma e Napoli. Sostarono ad Aquino i partecipanti al congresso. Tra questi c’era anche il Cardinale Arcivescovo di Cracovia Karol Wojtyla, il futuro Pontefice Giovanni Paolo II.

## Le opere moderne
La basilica concattedrale di Aquino presenta delle opere d'arte davvero notevoli per grandezza, maestosità e per il fatto che sono d'arte moderna.
In occasione del VII centenario della morte di san Tommaso (7 marzo 1974) Don Battista pensò a come abbellire con decorazioni artistiche la cattedrale di Aquino. Furono, perciò, realizzate il mosaico dell’abside centrale di Mariani che fu possibile concretizzare grazie al contributo di  Carlo Minchiatti, Vescovo di Aquino, Sora e Pontecorvo, e della popolazione; successivamente le statue del Biancini; le vetrate istoriate della cupola e la corona ferrea; l’altare del SS. Sacramento; l’organo e una nuova campana detta “del Centenario”, dono di Don Battista a ricordo del suo XXV di parrocchia e del quarantennio di vita aquinate e perciò chiamata “Tomasia Battista”. Solennemente fu consacrata il 7 marzo 1972 da S. Em.za il Cardinale John Joseph Wright, prefetto della Sacra Congregazione del Clero. Sulla campana ci sono artistiche incisioni, tra cui l’effige di San Tommaso e di San Giovanni Battista, nonché lo stemma di Aquino e quello del vescovo Minchiatti.
Il mosaico, realizzato da Carlo Mariani di Roma, si estende su tutta la parete absidale della chiesa e sul frontone centrale. Al centro dell’opera il Cristo Risorto e nello stesso tempo Crocifisso, nel quale sono ancora vivi i segni della sua passione, che si libra su un capitello pagano che sorregge il libro delle opere di San Tommaso, mentre sul retro dell’immagine una grande croce si delinea con effetti cromatici stupendi che spaziano in tutta l’opera. Ai lati i due titolari della Basilica. Attorno alla Croce, quasi un cielo animato dai grandi temi del pensiero tomista. Tutta l’opera è pervasa da un movimento rotatorio che investe anche il Cristo. Ai lati i due momenti storici importanti nella vita della Città di Aquino: “l’urbs foederata” e “l’oppidum comitiale”. Sul frontone, la dedica, irradiata dallo Spirito Santo: a significare la vitalità di questa Chiesa locale che non è finita nei due momenti storici ma che continua a vivere, a crescere, ad operare, ad amare nel nome di Tommaso. (ECCLESIA AQUINEN. DIVO THOMAE. PRAECLARO FILIO DICAVIT ANNO DOMINI MCMLXXIV). Ai lati due stemmi: quello di Paolo VI che ha voluto l’elevazione a Basilica Minore a sinistra; quello del Vescovo Minchiatti di cui una scritta sul mosaico ricorda il dono munificentissimo a destra.
Il nuovo altare maggiore, dove oggi si celebra il sacrificio eucaristico, è stato consacrato solennemente il 31 agosto 1974 alla presenza del cardinale Annibale Bugnini, segretario della Sacra Congregazione per il culto divino, alla vigilia della Solennità di San Costanzo Vescovo.
Il monumento, che si erge sul sagrato della basilica concattedrale, realizzato dallo scultore faentino Angelo Biancini, si eleva su un'alta stele per circa sette metri. Un'imponente massa bronzea ritrae l'Aquinate in atteggiamento ieratico; sguardo vivo affiso al cielo. Un maestoso libro sul petto del Santo, reso luminoso dal Sole che lo sormonta. Fu inaugurato il 1º settembre 1974, alla presenza del cardinale Confalonieri che benedisse la statua.
La corona ferrea, un'altra opera d'arte della basilica, oltre al suo aspetto estetico, con le sue vetrate colorate modula i movimenti della luce naturale che si riflette sul tamburo della cupola. È stata realizzata dal prof. Pietro Vitale di Foligno.
Le due ceramiche, che impreziosiscono l'abside di destra e di sinistra della concattedrale, raffigurano la Madonna con il Bambino a destra e il battesimo di Cristo a sinistra. La Madonna in trono sembra scesa dai monti della Ciociaria, dove la popolazione l'ha accolta e venerata, perché è veramente materna e sublime, anche nel suo costume pittoresco, riflesso delle popolazioni locali. Il battesimo di Cristo è risolto in forma dinamica, secondo una struttura di equilibri, di piani, di volumi e un ritmo lineare e unitario.